# Euproctis flexuosa
Euproctis flexuosa är en fjärilsart som beskrevs av Veen. 1897. Euproctis flexuosa ingår i släktet Euproctis och familjen tofsspinnare. Inga underarter finns listade i Catalogue of Life.